# Jerzy Ziętek
Jerzy Jan Antoni Ziętek, ps. „Jorg” (ur. 10 czerwca 1901 w Szobiszowicach, zm. 20 listopada 1985 w Zabrzu) – polski polityk, urzędnik, samorządowiec, działacz partyjny, państwowy i społeczny oraz wojskowy. Generał brygady Sił Zbrojnych Polskiej Rzeczypospolitej Ludowej. Członek Komitetu Centralnego PZPR (1964–1981), przewodniczący prezydium Wojewódzkiej Rady Narodowej w Katowicach (1964–1973), wojewoda śląski (1945), wojewoda katowicki (1973–1975), członek Rady Państwa (1963–1985, w tym od 1980 zastępca przewodniczącego). Poseł na Sejm III kadencji w II RP, na Sejm Ustawodawczy oraz na Sejm PRL II, III, IV, V, VI, VII i VIII kadencji. Prezes Związku Weteranów Powstań Śląskich, wiceprezes Rady Naczelnej Związku Bojowników o Wolność i Demokrację (w latach 1949–1985), członek Ogólnopolskiego Komitetu Frontu Jedności Narodu. Budowniczy Polski Ludowej.

## Życiorys

### Młodość i działalność w dwudziestoleciu międzywojennym

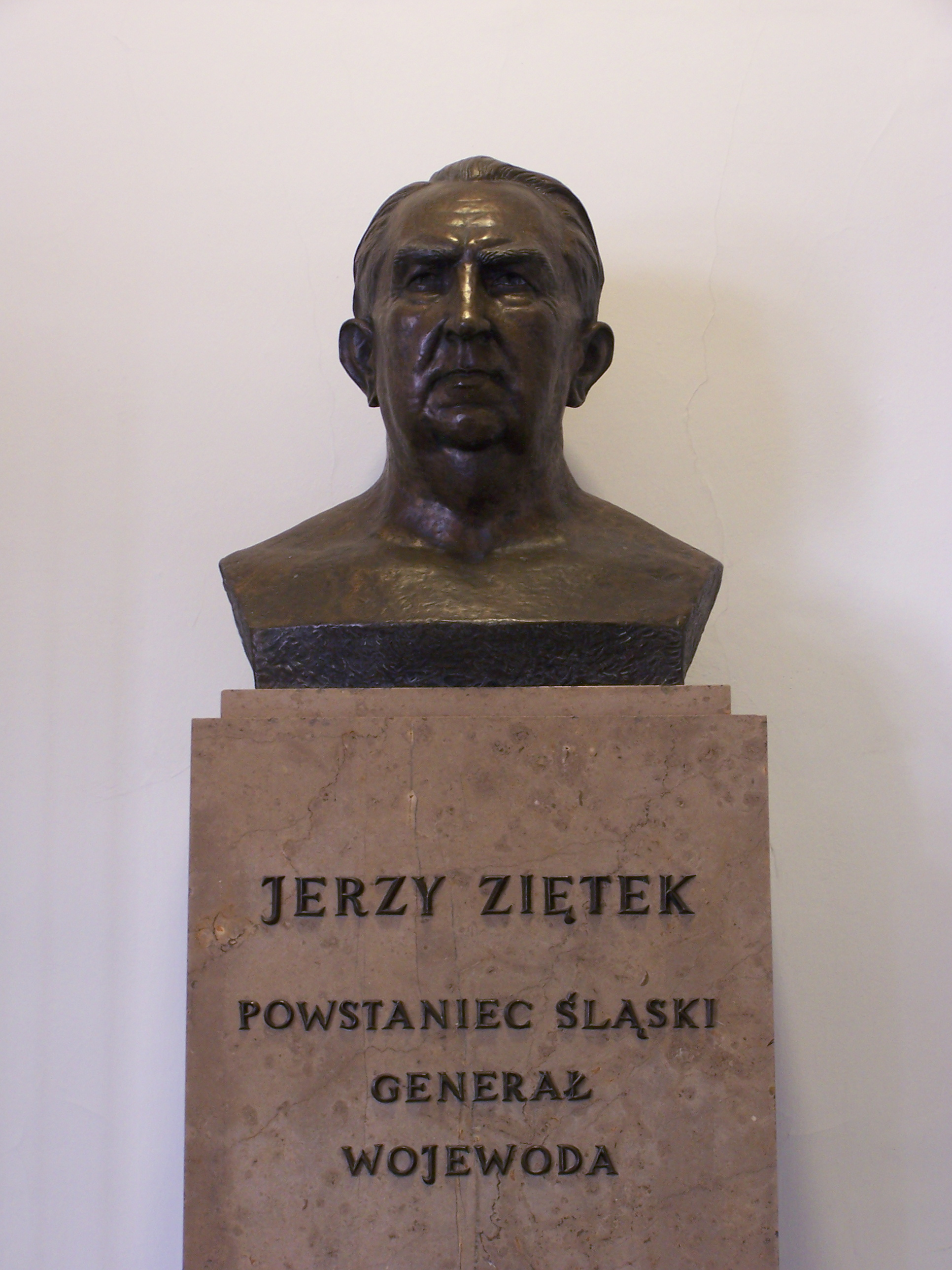
Popiersie Jerzego Ziętka w gmachu Urzędu Wojewódzkiego w Katowicach

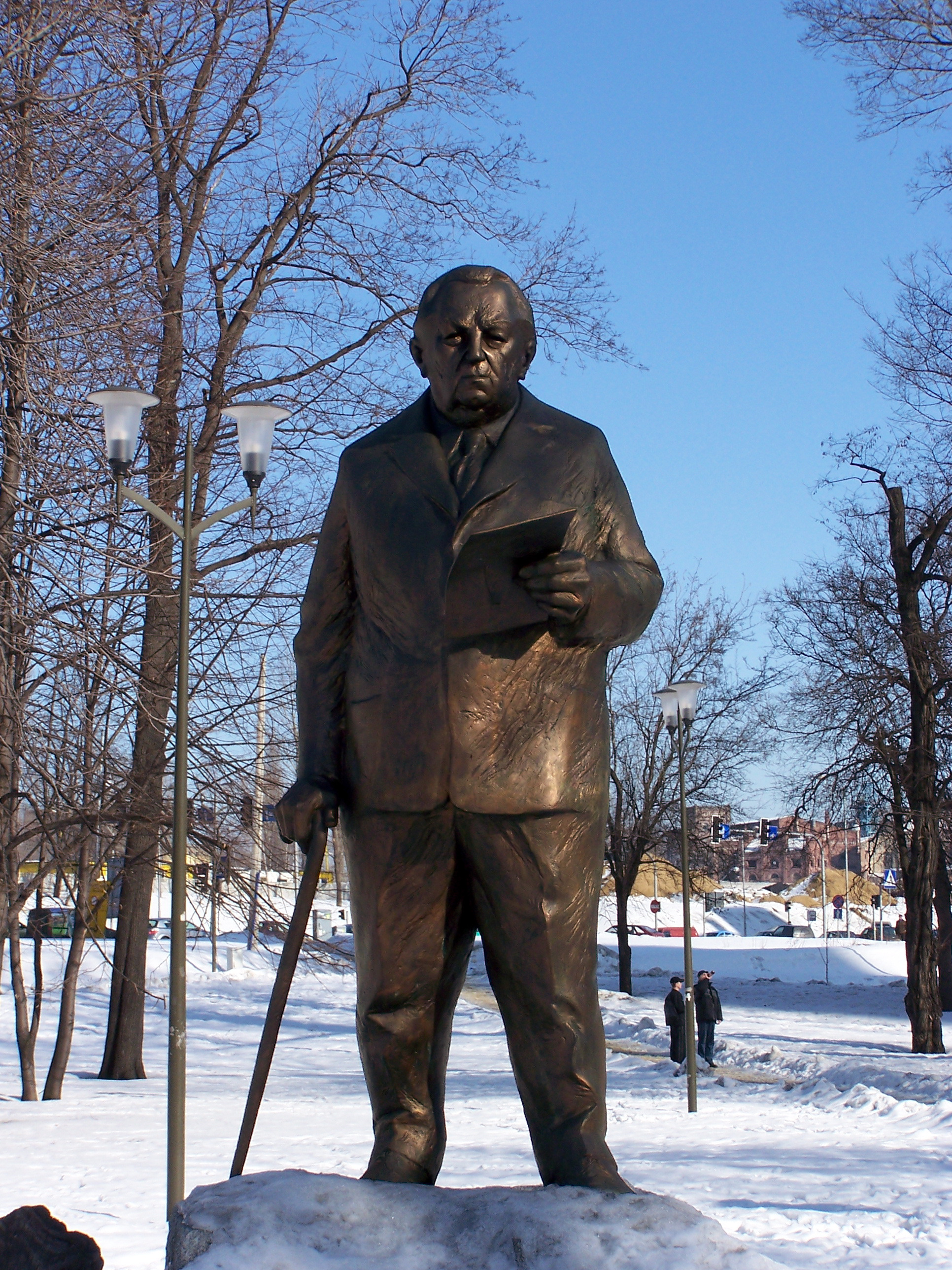
Pomnik generała Jerzego Ziętka w Katowicach, odsłonięty 19 listopada 2005 w parku Powstańców Śląskich

Urodził się w Szobiszowicach pod Gliwicami, w rodzinie Antoniego i Marii z Urbanków.
W latach 1919–1921 aktywny jako działacz propolski na Górnym Śląsku. Uczestnik powstań śląskich. Biografowie Jerzego Ziętka twierdzą jednak, że w I i II powstaniu nie brał udziału, natomiast w III był łącznikiem, lecz nie był bezpośrednio zaangażowany w walki zbrojne. W 1920 pracował w komisariacie plebiscytowym na powiat gliwicko-toszecki. W tym samym roku został członkiem Polskiej Organizacji Wojskowej Górnego Śląska. Jerzy Ziętek udzielał się też w polskich organizacjach, np. Towarzystwie Gimnastycznym „Sokół”.
W 1922 lub 1923 przyjechał do Tarnowskich Gór. Od 1925 pełnił funkcję sekretarza Wydziału Powiatowego w Tarnowskich Górach. W czerwcu 1928 został zastępcą naczelnika urzędu stanu cywilnego. 24 stycznia 1929 został nominowany na naczelnika Radzionkowa. W radzie gminy jego lista uzyskała 19 na 25 głosów. W kolejnych wyborach do Rady Gminnej z 27 kwietnia 1930 otrzymała już tylko 1 mandat. W sierpniu tego samego roku został członkiem zarządu powiatowego straży pożarnej w Tarnowskich Górach. 9 lutego 1931 został wybrany na naczelnika Radzionkowa. Poseł na Sejm III kadencji z ramienia Bezpartyjnego Bloku Współpracy z Rządem w latach 1931–1935.

### II wojna światowa
Po agresji Niemiec na Polskę został ewakuowany wraz z innymi urzędnikami województwa śląskiego na wschód kraju, na tereny po agresji ZSRR na Polskę okupowane przez ZSRR. Zamieszkał we Lwowie, gdzie pracował jako portier. Latem 1940 został deportowany i trafił do obozu pracy w Rybińsku nad Wołgą, gdzie przebywał do jesieni 1941, kiedy to zwolniony został na mocy amnestii po podpisaniu układu Sikorski-Majski. Dotarł na Kaukaz, gdzie pracował m.in. w fabryce octu niedaleko Groznego. W czerwcu 1943 wstąpił do Polskich Sił Zbrojnych w ZSRR. Został skierowany do szkoły oficerów polityczno-wychowawczych w Riazaniu. Objął stanowisko zastępcy dowódcy 3 Dywizji Piechoty im. Romualda Traugutta. 

### Działalność po II wojnie światowej
Do Katowic wrócił w styczniu 1945 już w randze podpułkownika. Od lutego do marca 1945 wojewoda śląski. 14 marca tego samego został powołany na stanowisko pierwszego wicewojewody śląskiego, które pełnił do 1950. Jako wicewojewoda śląski powołał latem 1945 komisję, która podjęła się spisu górników przymusowo wywiezionych do ZSRR po zajęciu terenu Górnego Śląska przez Armię Czerwoną. Spis zawierał 9877 nazwisk. Komisja podjęła również działania zmierzające do zwolnienia deportowanych górników i ich powrót do domu. Od lutego 1945 członek Polskiej Partii Robotniczej, od 1948 w Polskiej Zjednoczonej Partii Robotniczej. W okresie stalinizmu został usunięty z PZPR w efekcie kontrowersji, jakie budziła sanacyjna przeszłość i próby tworzenia władz administracyjnych na kadrach powstańców śląskich. Był inwigilowany przez MBP ze względu na przeszłość polityczną w II Rzeczypospolitej i kontrowersyjne decyzje kadrowe. Jego pozycja ustabilizowała się dopiero po październiku 1956. Po objęciu kierownictwa Milicji Obywatelskiej w Katowicach Franciszek Szlachcic przekazał teczki ze zgromadzonymi przeciwko Ziętkowi materiałami Edwardowi Gierkowi, który nakazał je spalić w całości przy świadkach. Ponownie w szeregi PZPR Jerzy Ziętek wrócił w latach 60..
Poseł na Sejm Ustawodawczy (jako przedstawiciel kolejno PPR i PZPR) oraz na Sejm PRL II, III, IV, V, VI, VII i VIII kadencji (1957–1985) z ramienia PZPR. W latach 1961–1969 przewodniczący sejmowej Komisji Budownictwa i Gospodarki Komunalnej. 2 kwietnia 1980 otwierał VIII kadencję Sejmu jako marszałek senior. Od 1949 do 1985 był wiceprezesem Rady Naczelnej Związku Bojowników o Wolność i Demokrację. W latach 1950–1964 zastępca przewodniczącego, w latach 1964–1973 przewodniczący prezydium Wojewódzkiej Rady Narodowej w Katowicach, w latach 1973–1975 wojewoda katowicki. W latach 1963–1980 członek Rady Państwa, a w latach 1980–1985 zastępca przewodniczącego Rady Państwa. Prezes Związku Weteranów Powstań Śląskich. 5 maja 1971, w 50. rocznicę wybuchu powstań śląskich, awansowany został do stopnia generała brygady Wojska Polskiego. Otrzymał doktorat honoris causa Uniwersytetu Śląskiego w Katowicach (1977).
10 czerwca 1975 odszedł na emeryturę pod naciskiem Zdzisława Grudnia, I sekretarza katowickiego KW PZPR i swojego osobistego wroga.
Zmarł w Zabrzu. Został pochowany 23 listopada 1985 na cmentarzu przy ul. Francuskiej w Katowicach u boku żony. Dzień pogrzebu Jerzego Ziętka był dniem żałoby w województwie katowickim. W jego pogrzebie wziął udział m.in. prezes Rady Ministrów prof. Zbigniew Messner oraz członek Biura Politycznego KC PZPR Kazimierz Barcikowski, który pożegnał zmarłego w imieniu kierownictwa partyjno-państwowego Polski. Tłumy mieszkańców województwa wzięły udział w pogrzebie.

## Życie prywatne
Żonaty z Gertrudą Ziętek (zmarła w marcu 1982). Miał synów Mariana i Zbigniewa oraz córki Salomeę i Bożenę. Jego najmłodszy wnuk – Jerzy – w latach 2007–2015 był posłem na Sejm.

## Ocena i upamiętnienie

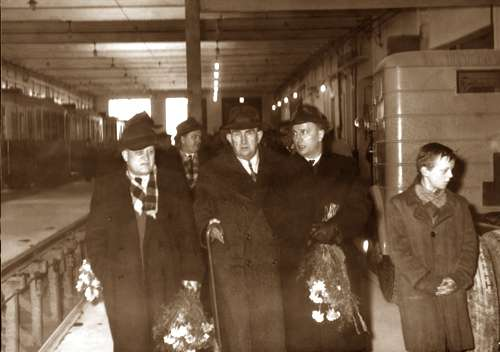
Jerzy Ziętek odwiedzający zajezdnię tramwajową (1959)

Jerzy Ziętek był lubiany przez wielu współpracowników i społeczeństwo za to, że się nie wyróżniał, a z ludźmi rozmawiał po śląsku. W województwie docenia się jego wkład w rozwój oraz inicjację budowy wielu obiektów do dziś służących mieszkańcom. Z kolei jego krytycy zarzucają mu koniunkturalizm oraz łamanie ówczesnych przepisów. Był jedynym przedstawicielem generacji powstańczej, który osiągnął znaczniejszą pozycję w kręgu władzy komunistycznej i ostatnim wojewodą mającym za sobą przedwojenną, niekomunistyczną działalność polityczną. Kontynuując dzieło przedwojennego wojewody Michała Grażyńskiego, powołał do życia Uniwersytet Śląski w Katowicach, zainicjował budowę Wojewódzkiego Parku Kultury i Wypoczynku na granicy miast Katowic, Chorzowa i Siemianowic Śląskich, kompleksu sanatoryjno-uzdrowiskowego Zawodzie w Ustroniu, Górnośląskiego Centrum Rehabilitacji „Repty” w Tarnowskich Górach, doprowadził do wybudowania hali Spodek i innych. Pod koniec życia, mieszkając w Ustroniu, posiadał stałego spowiednika, którym był franciszkanin z klasztoru w Panewnikach o. Damian Szojda OFM. 
W 1978 reżyser filmowy i dokumentalista górnośląski Antoni Halor stworzył portret filmowy wojewody gen. Jerzego Ziętka w wielokrotnie nagradzanym filmie dokumentalnym Człowiek z laską czyli portret człowieka praktycznego. 
19 listopada 2005 w parku przy Rondzie gen. Jerzego Ziętka nastąpiło uroczyste odsłonięcie pomnika generała. Powstał on dzięki Społecznemu Komitetowi Budowy Pomnika Generała Jerzego Ziętka w Katowicach. Dzień później przypadła 20. rocznica jego śmierci.
Jest patronem Śląskiej Wyższej Szkoły Zarządzania. W 2015 został wybrany w plebiscycie Katowiczaninem 150-lecia.
W filmie Gwiazdy (2017) w reżyserii Jana Kidawy-Błońskiego w postać Ziętka wcielił się aktor Marian Dziędziel. Nazwisko wojewody Ziętka pojawia się także w piosence Kazika Staszewskiego pt. Mars napada.

## Ordery i odznaczenia
- Order Budowniczych Polski Ludowej (1959)[33]
- Order Sztandaru Pracy I klasy
- Krzyż Komandorski z Gwiazdą Orderu Odrodzenia Polski
- Order Krzyża Grunwaldu III klasy (24 kwietnia 1946)[34]
- Krzyż Oficerski Orderu Odrodzenia Polski (22 lipca 1953)[35]
- Krzyż Kawalerski Orderu Odrodzenia Polski
- Krzyż Srebrny Orderu Wojennego Virtuti Militari
- Złoty Krzyż Zasługi (18 stycznia 1946)[36][37]
- Śląski Krzyż Powstańczy (1947)
- Srebrny Krzyż Zasługi
- Brązowy Krzyż Zasługi (19 stycznia 1928)[38]
- Śląska Wstęga Waleczności i Zasługi I klasy
- Medal 30-lecia Polski Ludowej (1974)
- Medal 40-lecia Polski Ludowej (1984)[39]
- Medal 10-lecia Polski Ludowej (1954)
- Medal Komisji Edukacji Narodowej (1973)[40]
- Złoty Medal „Za zasługi dla obronności kraju”
- Srebrny Medal „Za zasługi dla obronności kraju”
- Brązowy Medal „Za zasługi dla obronności kraju”
- Odznaka „Zasłużony Działacz Turystyki” (1963)[41]
- Złote Odznaczenie im. Janka Krasickiego
- Medal Rodła (pośmiertnie, 1985)[42]
- Odznaka 1000-lecia Państwa Polskiego (1966)[43]
- Honorowa odznaka Zrzeszenia Studentów Polskich (1964)[44]
- Złota odznaka „Zasłużony Działacz Związku Zawodowego Hutników” (1966)[45]
- Tytuł „Honorowy członek PTTK” (1968)[46]
- Tytuł „Honorowy członek SARP” (1975)[47]
- Złota odznaka „Zasłużonemu w rozwoju województwa katowickiego” (1960)[48]
- Złota odznaka honorowa „Za Zasługi dla Warszawy” (1960)[49]
- Złota odznaka „Za zasługi dla województwa warszawskiego” (1971)[50]
- Honorowa odznaka „Zasłużonym – Celma” (od zakładu Celma Cieszyn, 1970)[51]
- Order Czerwonego Sztandaru (Związek Radziecki, 1968)
- Order Czerwonego Sztandaru (Czechosłowacja)
- Order Narodowy Zasługi (Francja, 1967)[52]